# Lourinhasaurus
Lourinhasaurus alenquerensis is een plantenetende sauropode dinosauriër, behorend tot de Neosauropoda, die tijdens het late Jura leefde in het gebied van het huidige Portugal.

## Vondst en naamgeving
In 1949 vond de Amerikaanse paleontoloog Harold Weston Robbins een skelet van een sauropode bij Moinho do Carmo in de regio Alenquer. De vondst werd in 1951 in de literatuur gemeld.
In 1957 benoemden en beschreven de Franse paleontoloog Albert-Félix de Lapparent (1905-1975) en de Pools-Russisch-Frans-Portugese geoloog Georges Zbyszewski (1909-1999), welke laatste de resten grotendeels had opgegraven, de vondst als een soort van Apatosaurus: Apatosaurus alenquerensis.
De soort was gebaseerd op een reeks syntypen die gevonden was in de Sobralafzetting van de Lourinhãformatie die dateert uit het late Kimmeridgien. Het betreft een vrij volledig skelet zonder schedel, het meest complete specimen van een sauropode uit Portugal. Bewaard zijn gebleven: zesentwintig wervels van de nek, de rug, het heiligbeen en de voorste staart; twee nekribben; tweeëntwintig ribben; de volledige schoudergordel; beide opperarmbeenderen; het rechterspaakbeen; de rechterellepijp; delen van de linkerpols; het derde linkermiddenhandsbeen; een kootje uit de tweede vinger van de linkerhand; het linkerdarmbeen; beide schaambeenderen; beide zitbeenderen; beide dijbeenderen; het linkerscheenbeen; het linkerkuitbeen; het linkersprongbeen en het linkerhielbeen. Alle botten behoren aan een enkel individu maar liggen niet in verband en zijn van slechte kwaliteit. De specimina MIGM 4956-7, 4970, 4975, 4979-80, 4983-4 en 5780-1 zijn in 2003 door Miguel Antunes en Octávio Mateus uitgekozen als lectotype.
In 1970 hernoemde Rodney Steel de soort tot een Atlantosaurus alenquerensis.
In 1978 hernoemde George Olshevsky de soort tot een Brontosaurus alenquerensis.
In 1990 hernoemde John Stanton McIntosh het taxon tot een soort van Camarasaurus: Camarasaurus alenquerensis.
In 1998 meende Pinner Margarida Dantas dat er in 1983 een veel beter skelet van de soort ontdekt was, ML 414, bij Lourinhã. Dat inspireerde hem om samen met José-Luis Sanz, Carlos Marques da Silva, Francisco Ortega, Vanda Faria dos Santos en Mário Cachão er een apart geslacht voor te benoemen: Lourinhasaurus. Dat zou een jaar later een ironische naam blijken, toen in 1999 José Fernando Bonaparte en Octávio Mateus het tweede skelet als weer een ander geslacht benoemden: Dinheirosaurus. Bonaparte en Mateus meenden dat door de slechtere kwaliteit van de syntypen van Lourinhasaurus ze in wezen niet goed met het tweede skelet te vergelijken waren.
In 2014 publiceerde Pedro Mocho een moderne beschrijving, daarbij gebruik makend van wat aanvullende botten dei op de oorspronkelijke vindplaats waren aan getroffen. Volgens hem was er een aaneensluitende reeks wervels aanwezig van de tweede wervel van de rug tot en met de eerste wervel van het heiligbeen.

## Beschrijving
Lourinhasaurus is een vrij grote sauropode. Gregory S. Paul schatte in 2010 de lengte op achttien meter, het gewicht op vijf ton. Hierbij ging hij ervan uit dat de proporties die van Diplodocus waren. Was de lichaamsbouw die van een typische camarasauromorf dan lag het gewicht rond de vijftien ton. Van de grootte van Lourinhasaurus kan een indruk gegeven worden door de lengte van de individuele elementen: het linkerschouderblad is 166 centimeter lang, het linkeropperarmbeen 139 centimeter, de linkerellepijp 106 centimeter, het darmbeen 1415 millimeter, het linkerdijbeen 168 centimeter en het linkerscheenbeen 109 centimeter.
De diagnose van Dantas e.a. uit 1998, mede gebaseerd op ML 414, is nutteloos voor een bepaling van de kenmerken van de syntypen alleen.
Mocho stelde verschillende onderscheidende kenmerken vast waarvan hij er vier zeer opvallend vond. De doornuitsteeksels van de sacrale wervels hebben een lengtekiel op hun bovenkant. De voorste staartwervels hebben een ronde en bijzonder diepe uitholling tussen hun voorste gewrichtsuitsteeksels en het doornuitsteeksel. Het deel van het zitbeen dat de onderrand van het heupgewricht vormt, heeft daar een opvallende richel en aansluitende groeve naast liggen. De hele dijbeenschacht bolt naar buiten maar er is geen bult aan de bovenzijde.

## Fylogenie
Het toewijzen in 1957 van de soort aan het geslacht Apatosaurus was gebaseerd geweest op de gevorkte doornuitsteeksels van de wervels van de nek en de rug, een kenmerk dat typisch is voor de Diplodocidae. In de jaren negentig echter suggereerden verschillende onderzoekers dat de soort gelijk was aan, of althans verwant was aan, Camarasaurus. Dat zou opmerkelijk zijn aangezien vormen uit Iberia altijd aan een ander geslacht waren toegewezen dan hun verwanten uit Noord-Amerika. Bij de benoeming van het geslacht Lourinhasaurus werd geconcludeerd dat de plaatsing onzeker was maar het verband dat gelegd werd met de resten die later als Dinheirosaurus werden benoemd suggereerden weer een diplodocide affiniteit; het tweede geslacht viel nog in 2015 in een cladistische analyse als een lid van de Diplodocidae uit. In 2004 had een analyse van Upchurch tot uitkomst dat Lourinhasaurus nog buiten de Neosauropoda zou vallen, als de zustersoort van deze groep.
Mocho concludeerde echter in 2014 tot een plaatsing in de neosauropode Camarasauromorpha. Dit was gebaseerd op drie kenmerken: de pleurocoelen van de voorste ruggenwervels hebben een scherpe achterrand; de wervels zijn tot het heiligbeen opisthocoel, met bolle voorkanten en holle achterkanten; de voorste ribben zijn plankvormig, hebben dus een afgeplatte schacht in plaats van de voor Sauropoda oorspronkelijke T-vormige dwarsdoorsnede. Iberia lag in het late Jura tegen Noord-Amerika aan; Lourinhasaurus zou dan van de bekende toenmalige sauropode hoofdgroepen aan of de Camarasauridae of de Brachiosauridae verwant zijn maar juist niet aan de Diplodocidae en evenmin aan de Turiasauria. Invoering van Lourinhasaurus in bestaande datamatrices van Wilson en Upchurch hadden als uitkomst dat het een soort van de Camarasauridae was, in een polytomie of "kam" verenigd met Camarasaurus en Tehuelchesaurus.